# Hermonassa swanni
Hermonassa swanni är en fjärilsart som beskrevs av Charles Boursin. Hermonassa swanni ingår i släktet Hermonassa och familjen nattflyn. Inga underarter finns listade i Catalogue of Life.